# Fórmula de Euler

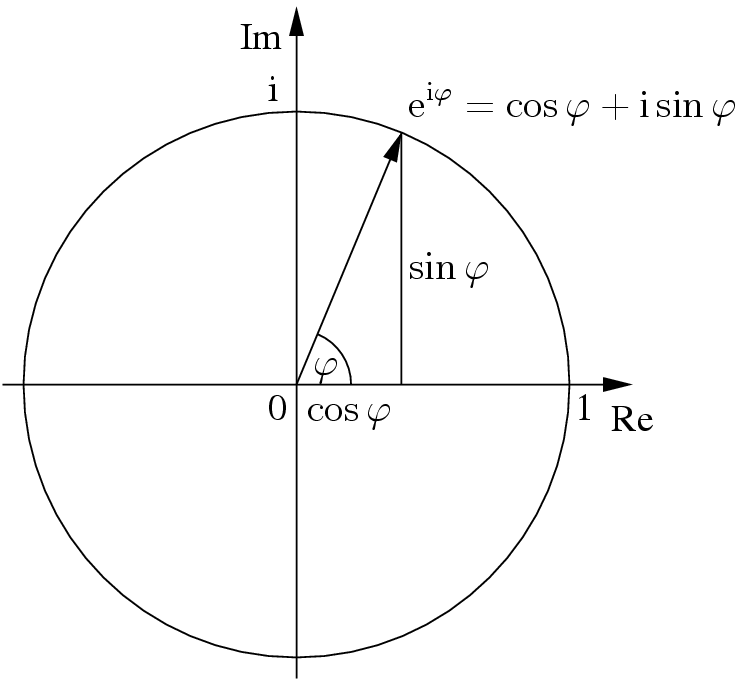
Interpretação geométrica da fórmula de Euler.

A fórmula de Euler, cujo nome é uma homenagem a Leonhard Euler, é uma fórmula matemática da área específica da análise complexa, que mostra uma relação entre as funções trigonométricas e a função exponencial (a identidade de Euler é um caso especial da fórmula de Euler). A fórmula é dada por:
{\displaystyle e^{ix}=\cos \left(x\right)+{\text{i}}\operatorname {sen} \left(x\right)},
em que:
x é o argumento real (em radianos);
{\displaystyle e} é a base do logaritmo natural;
{\displaystyle {\text{i}}^{2}=-1} , onde {\displaystyle {\text{i}}} é a unidade imaginária (número complexo);
{\displaystyle \operatorname {sen}(x)} e {\displaystyle \cos(x)} são funções trigonométricas.
A relação entre exponencial complexa e funções trigonométricas foi primeiro provada pelo matemático inglês Roger Cotes em 1714, na forma
{\displaystyle \ln(\cos x+{\text{i}}\operatorname {sen} x)={\text{i}}x}
em que ln é o logaritmo natural.

## História
Com a introdução dos logaritmos pelo matemático e físico escocês John Napier em 1614, um grande estudo a respeito das suas propriedades surgiram, principalmente sobre logaritmos aplicados em pontos negativos. Essa pesquisa foi alavancada no século XVIII pelo matemático suíço Leonhard Euler e seu mentor Johann Bernoulli. Bernoulli acreditava que {\displaystyle \log(-x)=\log(x)} e, apesar do receio de Euler frente à essa relação, em uma das suas cartas, Euler constatou que: se {\displaystyle \log(xx)=z\therefore {\frac {1}{2}}z=\log({\sqrt {xx}})} {\displaystyle \Longrightarrow {\frac {1}{2}}z=\log(\pm x)}.
No entanto, em 1746, em uma troca de cartas à Jean d’Alembert, Euler se mostra contrário à afirmação que {\displaystyle \log(-x)=\log(x)} e apresenta uma nova proposta a ser futuramente publicada e que daria origem à equação de Euler.
{\displaystyle \log(\cos \theta +\operatorname {sen} \theta {\sqrt {-1}})^{k}=(k\theta \pm 2mk\pi \pm n\pi ){\sqrt {-1}}}, em que {\displaystyle k\in \mathbb {R} } e {\displaystyle m,n\in \mathbb {N} }. 
Com essa equação, utilizando os valores de 1 para k e 0 para m e n, encontra-se a equação descrita por Roger Cotes em 1714,
{\displaystyle \log(\cos \theta +\operatorname {sen} \theta {\sqrt {-1}})=\theta {\sqrt {-1}}}
e, portanto,
{\displaystyle e^{\theta {\sqrt {-1}}}=\cos \theta +\operatorname {sen} \theta {\sqrt {-1}}}
No entanto, essas relações somente seriam oficialmente descritas por Euler em um artigo publicado em 1748 utilizando expansões de série exponenciais e expressões trigonométricas.

## Prova utilizando cálculo

O ponto negro representa um número complexo. Seu valor absoluto é "r", a distãncia da origem. Seu argumento é φ, seu ângulo em radianos

A função exponencial pode ser definida como o limite de uma sequência, quando n tende ao infinito. Nesta animação, "n" assume valores crescentes entre 1 e 100. À medida que n cresce, se aproxima de -1.

Uma propriedade conhecida das funções exponenciais é que elas são iguais às suas derivadas:
{\displaystyle {\frac {\text{d}}{{\text{d}}x}}e^{x}=e^{x}}, onde "x" é um número real.
As funções exponenciais com números complexos também satisfazem esta mesma propriedade:
{\displaystyle {\frac {\text{d}}{{\text{d}}z}}e^{z}=e^{z}}, onde "z" é um número complexo.
Portanto, pela regra da cadeia:
{\displaystyle {\frac {\text{d}}{{\text{d}}x}}e^{{\text{i}}x}={\text{i}}\,e^{{\text{i}}x}\ .}
Então definimos uma nova função, que chamaremos de "f":
{\displaystyle f(x)=(\cos x-{\text{i}}\operatorname {sen} x)\cdot e^{{\text{i}}x}\ .}
Pela regra do produto, que vale também para funções que tenham como imagem números complexos, a derivada de f(x) será::
{\displaystyle {\begin{aligned}{\frac {\text{d}}{{\text{d}}x}}f(x)&=(\cos x-{\text{i}}\operatorname {sen} x)\cdot {\frac {\text{d}}{{\text{d}}x}}e^{{\text{i}}x}+{\frac {\text{d}}{{\text{d}}x}}(\cos x-{\text{i}}\operatorname {sen} x)\cdot e^{{\text{i}}x}\\&=(\cos x-{\text{i}}\operatorname {sen} x)({\text{i}}e^{{\text{i}}x})+(-\operatorname {sen} x-{\text{i}}\cos x)\cdot e^{{\text{i}}x}\\&=({\text{i}}\cos x+\operatorname {sen} x-\operatorname {sen} x-{\text{i}}\cos x)\cdot e^{{\text{i}}x}\\&=0\ .\end{aligned}}}
Portanto, f(x) deve ser uma função constante em x. Já que f(0)=1 (o que pode ser facilmente descoberto substituindo-se x por 0 na função),
{\displaystyle 1=(\cos x-{\text{i}}\operatorname {sen} x)\cdot e^{{\text{i}}x}\ .}
Multiplicando os dois lados por cos x + i senx, obtemos
{\displaystyle {\begin{aligned}\cos x+{\text{i}}\operatorname {sen} x&=(\cos x+{\text{i}}\operatorname {sen} x)(\cos x-{\text{i}}\operatorname {sen} x)\cdot e^{{\text{i}}x}\\&=(\cos ^{2}x-({\text{i}}\operatorname {sen} x)^{2})\cdot e^{{\text{i}}x}\\&=(\cos ^{2}x+\operatorname {sen} ^{2}x)\cdot e^{{\text{i}}x}\\&=e^{{\text{i}}x}\ .\end{aligned}}}

## Prova utilizando série de Taylor
Para o estudo da fórmula de Euler necessitamos do conhecimento de expansão em séries de potência. Introduziremos uma grande ferramenta, sem uma análise profunda, que é o seguinte conceito:
A expansão em série de Taylor de uma função analítica {\displaystyle f(x)} centrada em {\displaystyle a} é representada como:
{\displaystyle f(x)=\sum _{n=o}^{\infty }{C_{n}}{(x-a)^{n}}}
com {\displaystyle |x-a|<R} , onde
{\displaystyle C_{n}={\frac {{f^{n}}(a)}{n!}}}
Usando esse conceito de expansão e tomando {\displaystyle f(x)=e^{x}} em torno de {\displaystyle a=0}, teremos:
{\displaystyle e^{x}=\sum _{n=0}^{\infty }{\frac {{{f^{n}}(0)}{x^{n}}}{n!}}=\sum _{n=0}^{\infty }{\frac {x^{n}}{n!}}=1+{\frac {x}{1!}}+{\frac {x^{2}}{2!}}+{\frac {x^{3}}{3!}}+{...}+{\frac {x^{n}}{n!}}}
para todo {\displaystyle x} com intervalo de convergência de {\displaystyle (-\infty ,\infty )}.
Em {\displaystyle x=1}, na equação acima, obtém-se a expressão para o número {\displaystyle e}, como uma soma de uma série infinita:
{\displaystyle e=\sum _{n=0}^{\infty }{\frac {1}{n!}}=1+{\frac {1}{1!}}+{\frac {1}{2!}}+{\frac {1}{3!}}+{...}}
Se admitirmos a validade de substituirmos {\displaystyle x} por {\displaystyle ix} na equação obteremos:
{\displaystyle e^{{\text{i}}x}=\sum _{n=0}^{\infty }{\frac {({\text{i}}\,x)^{n}}{n!}}={\sum _{n=0}^{\infty }{\frac {{(-1)^{n}}\cdot {x^{2n}}}{(2n)!}}}+{\text{i}}\,{\sum _{n=1}^{\infty }{\frac {{(-1)^{n-1}}\cdot {x^{2n-1}}}{(2n-1)!}}}}
A primeira parte da soma da equação anterior ({\displaystyle e^{ix}}) é a expansão do {\displaystyle cos(x)} e a segunda é a expansão do {\displaystyle sen(x)} em série de Maclaurin. Assim teremos a equação que ficou conhecida como fórmula de Euler
{\displaystyle e^{{\text{i}}x}=\cos \left(x\right)+{\text{i}}\operatorname {sen} \left(x\right)}
que de forma mais generalizada pode ser escrita como:
{\displaystyle e^{{\text{i}}ux}=\cos \left(ux\right)+{\text{i}}\operatorname {sen} \left(ux\right)}.

## Prova usando integrais e trigonometria
Todas as provas exigem uma definição para a função exponencial sobre números complexos. Nesta seção, admite-se que seja válida a seguinte generalização das integrais de números reais:
{\displaystyle \int {\frac {dx}{x-k}}=\ln(x-k)+c,\forall k\in \mathbb {C} }
Onde "c" é uma constante complexa. Essa integral define implicitamente o logaritmo de números complexos, logo, também define a função exponencial (ao menos, a propriedade da subtração de expoentes).
Sabe-se que a seguinte expressão é válida para todo {\displaystyle x\in \mathbb {R} }:
{\displaystyle {\frac {1}{x-{\text{i}}}}-{\frac {1}{x+{\text{i}}}}={\frac {2{\text{i}}}{x^{2}+1}}}
Ao integrar a expressão acima em ambos os lados, obtém-se:
{\displaystyle \ln \left({\frac {x-{\text{i}}}{x+{\text{i}}}}\right)=2{\text{i}}\arctan(x)+c}
Para alguma constante {\displaystyle c\in \mathbb {C} }. Fazendo a substituição: {\displaystyle x=\tan \left({\frac {y}{2}}\right)}, obtém-se:
{\displaystyle \ln \left({\frac {\operatorname {sen}({\frac {y}{2}})-{\text{i}}\cos({\frac {y}{2}})}{\operatorname {sen}({\frac {y}{2}})+{\text{i}}\cos({\frac {y}{2}})}}\right)={\text{i}}y+c}
Ou seja:
{\displaystyle e^{{\text{i}}y}\cdot e^{c}={\frac {\operatorname {sen}({\frac {y}{2}})-{\text{i}}\cos({\frac {y}{2}})}{\operatorname {sen}({\frac {y}{2}})+{\text{i}}\cos({\frac {y}{2}})}}={\frac {\left[\operatorname {sen}({\frac {y}{2}})-{\text{i}}\cos({\frac {y}{2}})\right]^{2}}{\operatorname {sen} ^{2}({\frac {y}{2}})+\cos ^{2}({\frac {y}{2}})}}=\left[\operatorname {sen} \left({\frac {y}{2}}\right)-{\text{i}}\cos \left({\frac {y}{2}}\right)\right]^{2}=\operatorname {sen} ^{2}\left({\frac {y}{2}}\right)-\cos ^{2}\left({\frac {y}{2}}\right)-2{\text{i}}\operatorname {sen} \left({\frac {y}{2}}\right)\cos \left({\frac {y}{2}}\right)=-\cos(y)-{\text{i}}\operatorname {sen}(y)}
Agora apliquemos {\displaystyle y=0}:
{\displaystyle e^{0}\cdot e^{c}=-1\iff e^{c}=-1\therefore e^{{\text{i}}y}=\cos(y)+{\text{i}}\operatorname {sen}(y),\forall y\in \mathbb {R} }

## Exemplo
Se tomarmos como {\displaystyle x=\pi =3,1415....}, então teremos um importante produto:
{\displaystyle e^{{\text{i}}\pi }=-1}
{\displaystyle e^{{\text{i}}\pi }+1=0}